# Віра Балала I
Віра Балала I (д/н– бл. 1108) — 4-й пермаді Держави Хойсалів в 1102—1108 роках.

## Життєпис
Старший син Ереянги. Посів трон близько 1102 року. Зумів підкорити дрібні князівства, де панували династії Ченгалв і Сантхарів. Заснував власну резиденцію в Галебіду.
За цим спробував здобути незалежність від Західних Чалук'їв. Проте у військовій кампанії зазнав поразки від магараджахіраджи Вікрамадітьї VI. Можливо Віра Балала I загинув або помер підч ас неї близько 1108 року. Йому спадкував брат Вішнувардхана.